# Szekkó

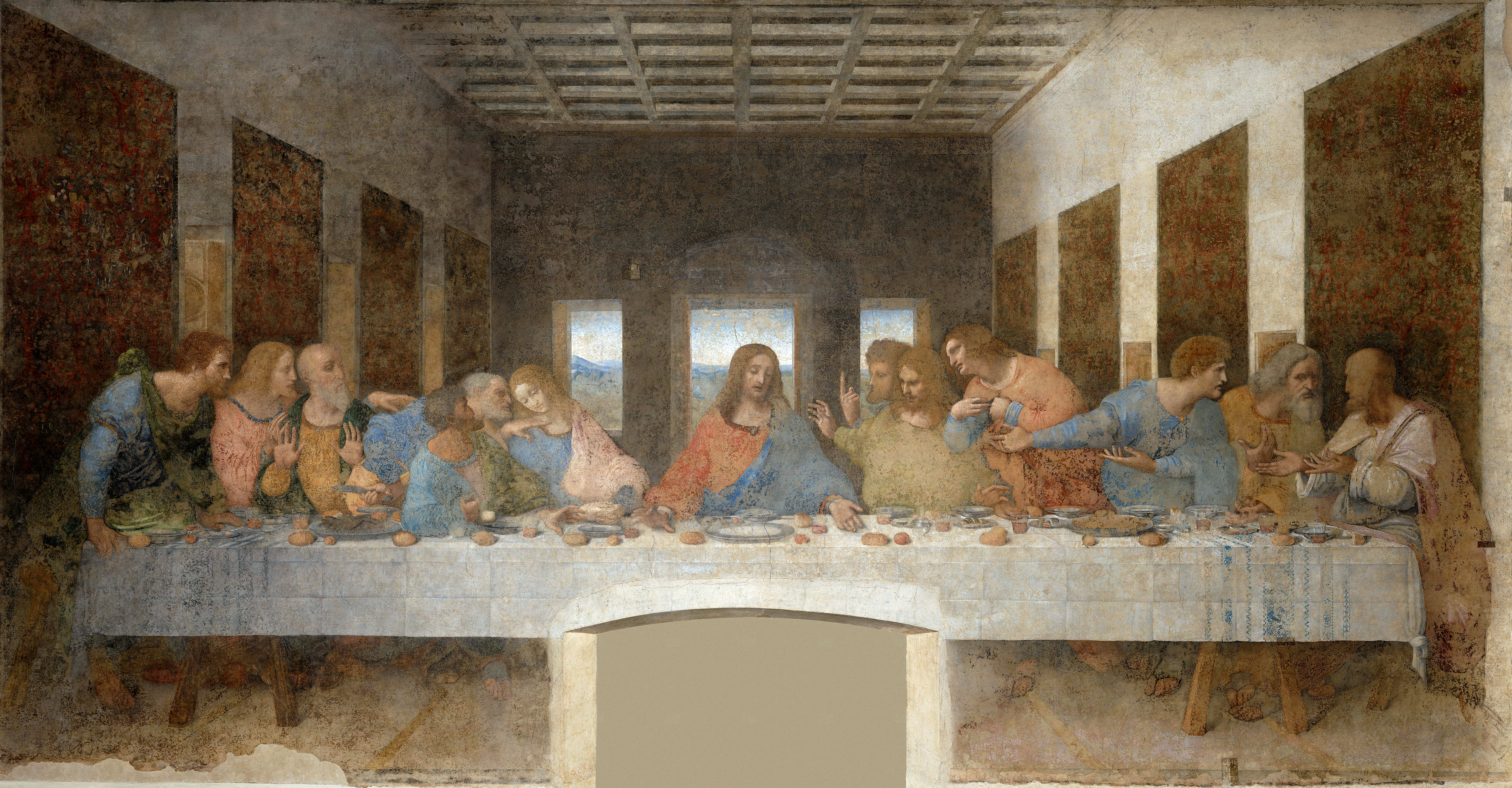
Az egyik leghíresebb szekkó-festmény: „Az utolsó vacsora”, Leonardo da Vinci, 1494–1498 körül

A szekkó (az olasz a secco kifejezésből, jelentése „szárazon”) a murális művészetben egy olcsóbb, elterjedtebb falfestési technika, mint a freskó. 

## Jellemzői
A szekkó esetében a festő a száraz vakolaton dolgozik, a szobafestőkhöz hasonlóan. A pigmenteknek így külön kötőanyag kell, mint például tojás, tempera, ragasztó, vagy olajfesték, hogy odatapadjanak a falhoz. Mivel a szemcsék a vakolatba ágyazódás helyett a fal felületén vannak, ezek a festmények sokkal sérülékenyebbek, mint a freskók. Ezt a technikát is alkalmazzák az épületeken kívül és belül is. 

## Hátránya
Hátránya, hogy a felfestett kép vagy minta hamarabb lekopik. Előfordul, hogy a freskó és a szekkó technikát együttesen használják ugyanazon a művön.

## Híres festők, híres szekkók
- Chiovini Ferenc (1899–1981): Szent Kereszt felmagasztalása templom, Cegléd, 1955